# Tsukubashū
Tsukubashū (菟玖波集, "La raccolta di Tsukuba", compilata nel 1356 circa) è stata la prima antologia imperiale di renga. Si compone di 20 volumi e comprende 2190 poesie. Tale composizione di antologia segue la segmentazione del Chokusen wakashū.
È stata compilata da Nijō Yoshimoto e dal monaco Kyūsei, completata nel 1356 e designata come antologia imperiale nel 3 settembre 1357, divenne quindi la prima antologia imperiale di renga in Giappone. Sasaki Takauji giocò un ruolo attivo nella sua stesura, in quanto la versione finale conteneva ottantuno suoi poemi, molti dei contributori erano famiglie di samurai come Ashikaga Takauji, Ashikaga Yoshiakira, Sasaki Takauji, nonché la famiglia imperiale e kuge (nobili di corte). Oltre ai renga imperiale, l'antologia contiene, nel libro 19, la più antica collezione di renku (haikai no renga). La compilazione di questa antologia di renga ha contribuito all'indipendenza del renga dal waka. Il numero di autori è 450 e la maggior parte di essi sono vissuti dopo il periodo Kamakura.

## Origine del titolo
Il titolo dell'opera fa riferimento a Tsukuba, una località nel Giappone orientale in cui, secondo il Kojiki, Yamato Takeru scambia versi con un anziano:
Takeru: Dopo aver superato Niibari / e Tsukuba / quante notti ho dormito?
Vecchio: A contarle le notti sono nove / i giorni dieci.